# أرهارد باور
أرهارد باور (بالألمانية: Erhard Bauer) (و. 1925 – 1994 م) هو لاعب كرة قدم، من ألمانيا، ولد في ألمانيا، يلعب كمُدَافِع، توفي في ألمانيا، عن عمر يناهز 69 عاماً.

## روابط خارجية
- أرهارد باور على موقع قاعدة بيانات كرة القدم.إي يو (الإنجليزية)
- أرهارد باور على موقع ناشيونال فوتبول تيمز (الإنجليزية)
- أرهارد باور على موقع عالم كرة القدم.نت (الإنجليزية)